# Johnny Hubbard
Pour les articles homonymes, voir Hubbard.
John Hubbard, né le 16 décembre 1930 à Pretoria (Afrique du Sud) et mort le 21 juin 2018, est un footballeur sud-africain des années 1950. Il fait partie du Rangers FC Hall of Fame.

## Biographie

### Jeunesse en Afrique du Sud
Johnny Hubbard passe son enfance à Pretoria, où il est élevé, à partir du divorce de ses parents lorsqu’il a douze ans, seul par sa mère. Enfant et adolescent, il pratique de nombreux sports dans son quartier ainsi qu’à l’école primaire ; comme le football, le tennis ou le cricket. À 12 ans, le club de son quartier, Berea Park (en), le repère pour son talent et lui fait intégrer son équipe des moins de 16 ans. En parallèle, il rejoint la Pretoria Boys High School où il joue dans plusieurs des équipes de l’école dont celle de cricket, où il est prisé pour ses performances d'all-rounder ; performances qu’il réalise également en cricket en club,.
À 16 ans, le 24 mai 1947, il joue son premier match avec l’équipe première de Berea Park contre Municipals, club majeur de Pretoria à l’époque. La presse locale salue sa performance lors de ce premier match, où il joue face à un international sud-africain, Tom Bornman. Ses bonnes performances en club lui permettent d’être régulièrement appelé dans l’équipe régionale du Northern Transvaal, où à l’issue d’un match de Currie Cup il reçoit une première offre pour rejoindre la Grande-Bretagne en la personne d’Huddersfield Town FC, mais il décline la proposition. Il quitte ensuite Berea Park pour rejoindre les Arcadia Shepherds, puis Municipals.
En marge du football, il fonde avec des amis un club de cricket où ses performances poussent Reg Perks à lui proposer de rejoindre le Worcestershire County Cricket Club, ce qu’il refuse. Des rumeurs font état d’un intérêt d’Arsenal pour Hubbard, alors qu’Aberdeen et Clyde semblent également intéressés pour le recruter. Finalement ce sont les Glasgow Rangers qui dégottent le joueur. Le transfert a été arrangé par son ancien entraîneur à Berea Park, Alex Prior, qui avait parlé des talents d’Hubbard à un rédacteur du Sunday Mail, qui s’avérait être un ami de Bill Struth, entraîneur des Rangers d’alors. Il joue son dernier match en Afrique du Sud avec les Municipals face à Berea Park. Juste avant son départ, Clyde lui fait une offre supérieur à celle des Rangers, qu’il décline malgré tout.

### Glasgow Rangers
Hubbard rejoint l´Écosse initialement pour une période d’essai de 3 mois mais à l’issue d’une première séance d’entraînement individuelle, Struth lui propose un contrat d’un an avec une augmentation de la prime à la signature à 300 £. Il est alors le deuxième joueur sud-africain à évoluer au sein des Rangers, après Billy Arniston. Il apparaît pour la première fois sous le maillot des Rangers lors d'un tournoi de pré-saison de football à 5 sur grand terrain organisé en août à Ibrox avant de jouer régulièrement avec la réserve. Il fait ses débuts avec l'équipe première le 10 septembre 1949 lors d'un match contre Partick Thistle. À la fin de la saison 1949-1950, il prend part à la Glasgow Merchants Charity Cup, y disputant son premier Old Firm lors de la finale perdue de celle-ci face au Celtic.
La saison suivante Billy Simpson est recruté depuis Linfield, il débute dans l'équipe réserve aux côtés d'Hubbard et les deux joueurs deviendront par la suite complémentaires sur le terrain. Hubbard joue 8 matchs de championnat cette saison mais
doit attendre les blessures de joueurs cadres, notamment Eddie Rutherford (en), pour pouvoir espérer prendre part aux matchs de l'équipe première, ce qui réduit ses opportunités d'apparitions. Il marque son premier but en compétition officielle face à East Fife le 23 décembre 1956. À l'issue de cette saison il est appelé à effectuer son service militaire au sein de la Royal Air Force en Angleterre, ce qui l'empêche de jouer régulièrement pour l'équipe réserve ou l'équipe première pendant les deux années que durent sa conscription, ne pouvant se rendre aux matchs que lorsque ses supérieurs conçoivent à lui délivrer une permission. Il échappe parfois à la vigilance de ses supérieurs, quittant la caserne sans bon de sortie, prenant alors le train pour se rendre à Glasgow. Lorsqu'il est muté à la caserne de Warton, il est autorisé officiellement à se rendre tous les week-ends à Glasgow pour jouer avec les Rangers et c'est à cette période qu'il commence à gagner sa place dans le onze titulaire.
En dix ans, il remporte deux coupes d'Écosse et cinq championnats écossais. Il était surnommé The Penalty King, surnom obtenu grâce à ses 65 penalties marqués sur 68 tentatives, dont 22 consécutifs. Il est le premier joueur africain à disputer la Coupe d'Europe des Clubs Champions et à y marquer un but, lors d'un match contre Nice en octobre 1956,.

### Fin de carrière
Étant le dernier joueur de l'ère Bill Struth et ne rentrant plus dans les plans de Scot Symon qui préfère d'autres joueurs à son poste, il demande à être placé sur la liste des transferts. Il est vendu à Bury FC en Angleterre pour 9 000 £, une des plus grandes sommes jamais dépensée pour un joueur par le club. Il joue pendant trois saisons au club, y remportant la Third Division lors de sa deuxième saison en 1961. Au cours de cette saison, l'attaque de Bury marque 108 buts en championnat, dont 17 inscrits par Hubbard. Il inscrira 32 buts en 120 apparitions. 
Il quitte ensuite l'Angleterre pour terminer sa carrière en Écosse à Ayr United FC qui l'acquiert pour 1 700 £. Déçu du niveau de jeu de l'équipe, il décide de prendre sa retraite après deux saisons de deuxième division au sein du club.

### Football international
Hubbard, alors joueur des Rangers, est sélectionné avec le Scottish Football League XI en 1955, faisant de lui le premier joueur venant d'en-dehors du Royaume-Uni à prendre part à cette sélection. Il jouera cette même année 4 matchs pour cette équipe, y inscrivant deux buts. Il dispute ensuite un match international pour l’Afrique du Sud contre l'Écosse en 1956 à l’occasion d'un match amical à Ibrox, organisé afin de lever des fonds pour soutenir l’équipe de Grande-Bretagne en vue des Jeux Olympiques de Melbourne. Lors de ce match son coéquipier en club Don Kitchenbrand et son ancien coéquipier à Arcadia Shepherds, John Hewie, jouent à ses côtés. Il marque sur penalty le seul but sud-africain du match,.

### Vie privée
Hubbard a eu trois enfants avec sa femme écossaise, Ella Black. En 1998, il est fait membre de l'Ordre de l'Empire britannique (MBE).

## Statistiques
| Saison                | Club                  | Championnat           | Championnat | Championnat | Coupe nationale | Coupe nationale | Coupe de la Ligue | Coupe de la Ligue | Compétition(s) continentale(s) | Compétition(s) continentale(s) | Compétition(s) continentale(s) | Total | Total |
| Saison                | Club                  | Division              | M.          | B.          | M.              | B.              | M.                | B.                | Comp.                          | M.                             | B.                             | M.    | B.    |
| 1949-1950             | Glasgow Rangers       | Division 'A'          | 2           | 0           | 0               | 0               | 0                 | 0                 | -                              | -                              | -                              | 2     | 0     |
| 1950-1951             | Glasgow Rangers       | Division 'A'          | 8           | 2           | 0               | 0               | 0                 | 0                 | -                              | -                              | -                              | 8     | 2     |
| 1951-1952             | Glasgow Rangers       | Division 'A'          | 1           | 0           | 0               | 0               | 0                 | 0                 | -                              | -                              | -                              | 1     | 0     |
| 1952-1953             | Glasgow Rangers       | Division 'A'          | 24          | 0           | 7               | 2               | 1                 | 0                 | -                              | -                              | -                              | 32    | 2     |
| 1953-1954             | Glasgow Rangers       | Division 'A'          | 15          | 0           | 1               | 0               | 9                 | 1                 | -                              | -                              | -                              | 25    | 1     |
| 1954-1955             | Glasgow Rangers       | Division 'A'          | 23          | 13          | 3               | 0               | 3                 | 1                 | -                              | -                              | -                              | 29    | 14    |
| 1955-1956             | Glasgow Rangers       | Division One          | 34          | 17          | 3               | 0               | 9                 | 10                | -                              | -                              | -                              | 46    | 27    |
| 1956-1957             | Glasgow Rangers       | Division One          | 33          | 15          | 3               | 2               | 6                 | 4                 | C1                             | 3                              | 1                              | 45    | 22    |
| 1957-1958             | Glasgow Rangers       | Division One          | 24          | 19          | 2               | 1               | 7                 | 2                 | C1                             | 3                              | 0                              | 36    | 22    |
| 1958-1959             | Glasgow Rangers       | Division One          | 8           | 9           | 0               | 0               | 6                 | 4                 | -                              | -                              | -                              | 14    | 13    |
| Sous-total            | Sous-total            | Sous-total            | 172         | 75          | 19              | 5               | 41                | 22                | -                              | 6                              | 1                              | 238   | 103   |
| 1959-1960             | Bury FC               | Third Division        | -           | -           | -               | -               | -                 | -                 | -                              | -                              | -                              | 0     | 0     |
| 1960-1961             | Bury FC               | Third Division        | -           | 17          | -               | -               | -                 | -                 | -                              | -                              | -                              | 0     | 17    |
| 1961-1962             | Bury FC               | Second Division       | -           | -           | -               | -               | -                 | -                 | -                              | -                              | -                              | 0     | 0     |
| Sous-total            | Sous-total            | Sous-total            | 109         | 29          | -               | -               | -                 | -                 | -                              | -                              | -                              | 109   | 29    |
| 1962-1963             | Ayr United            | Division Two          | 26          | 3           | 0               | 0               | 6                 | 1                 | -                              | -                              | -                              | 32    | 4     |
| 1963-1964             | Ayr United            | Division Two          | 25          | 2           | 3               | 0               | 5                 | 2                 | -                              | -                              | -                              | 33    | 4     |
| Sous-total            | Sous-total            | Sous-total            | 52          | 5           | 3               | 0               | 11                | 3                 | -                              | -                              | -                              | 66    | 8     |
| Total sur la carrière | Total sur la carrière | Total sur la carrière | 333         | 109         | 22              | 5               | 52                | 25                | -                              | 6                              | 1                              | 413   | 140   |

## Palmarès et distinctions
C'est avec les Rangers qu'il remporte la quasi-totalité de ses trophées en club. Il est champion d'Écosse à cinq reprises et finira trois fois vice-champion d'Écosse en 1951, 1952 et 1958. Il remporte plusieurs coupes lors de sa période aux Rangers, remportant à plusieurs reprises la Glasgow Merchants Charity Cup et la Glasgow Cup, mais également la prestigieuse coupe d'Écosse. Il fait partie de l'équipe finaliste de la coupe de la Ligue écossaise en 1957 qui s'incline 7 à 1 face au Celtic. Ses performances au sein des Rangers lui ont valu d'être inclus dans le temple de la renommée du club, le Rangers FC Hall of Fame.
Trophées remportés en club :
- Champion d'Écosse en 1950, en 1953, en 1956, en 1957 et en 1959 avec les Glasgow Rangers
- Vainqueur de la Coupe d'Écosse en 1953 avec les Glasgow Rangers
- Champion de 3e division anglaise en 1961 avec Bury